# هیوبرتس (ویسکانسین)
هیوبرتس (به انگلیسی: Hubertus) یک منطقهٔ مسکونی در ایالات متحده آمریکا است که در شهرستان واشینگتن، ویسکانسین واقع شده‌است. هیوبرتس ۳۰۷٫۸۵ متر بالاتر از سطح دریا واقع شده‌است.